# Холодное Плесо (Карловский район)
Холодное Плесо (укр. Холодне Плесо) — село, Верхнеланновский сельский совет, Карловский район, Полтавская область, Украина.
Код КОАТУУ — 5321681003. Население по переписи 2001 года составляло 12 человек.

## Географическое положение
Село Холодное Плесо находится на правом берегу реки Ланная, ниже по течению на расстоянии в 0,5 км расположено село Верхняя Ланная. Река в этом месте пересыхает, на ней сделана большая запруда.

## Экономика
- Птице-товарная ферма.